# Anatoli Fomenko
Anatoly Timofeevich Fomenko ou Anatoli Timofeevitch Fomenko, Анатолий Тимофеевич Фоменко (Donetsk, 13 de março de 1945) professor-doutor de matemática, respeitado especialista em topologia, e membro vitalício e permanente da Academia de Ciências da Rússia.
Seu trabalho mais polêmico é uma revisão completa da história, chamada de Nova Cronologia.

## Publicações

### Matemática
- A.V.Bolsinov and A.T. Fomenko : Integrable Hamiltonian Systems: Geometry, Topology, Classification (Hardcover), ISBN 0-415-29805-9
- B. A. Dubrovin, S. P. Novikov, A.T. Fomenko Modern Geometry. Methods and Applications. Springer-Verlag, GTM 93, Part 1, 1984;[1] GTM 104, Part 2, 1985.[2] Part 3, 1990, GTM 124.
- A.T. Fomenko, V. V. Trofimov Integrable Systems on Lie Algebras and Symmetric Spaces. Gordon and Breach, 1987.
- A.T. Fomenko Differential Geometry and Topology Plenum Publishing Corporation. 1987. USA, Consultants Bureau, New York and London.[3]
- A.T. Fomenko Integrability and Nonintegrability in Geometry and Mechanics. Kluwer Academic Publishers, The Netherlands, 1988.
- A.T. Fomenko Tensor and Vector Analysis: Geometry, Mechanics and Physics. – Taylor and Francis, 1988.
- A.T. Fomenko Symplectic Geometry. Methods and Applications. Gordon and Breach, 1988. Second edition 1995.
- A.T. Fomenko, S. P. Novikov The basic elements of differential geometry and topology. Kluwer Acad. Publishers, The Netherlands, 1990.
- Mathematical Impressions, by A. T. Fomenko and Richard Lipkin, American Mathematical Society, 1990, 184 pp. ISBN 0-8218-0162-7
- A.T. Fomenko The Plateau Problem (vols. 1, 2). Gordon and Breach, 1990. (Studies in the Development of Modern Mathematics.)
- A.T. Fomenko Variational Principles of Topology. Multidimensional Minimal Surface Theory. Kluwer Academic Publishers, The Netherlands, 1990.[4]
- A.T. Fomenko Topological variational problems. – Gordon and Breach, 1991.
- A.T. Fomenko, Dao Chong Thi Minimal surfaces and Plateau problem. USA, American Mathematical Society, 1991.
- A.T. Fomenko, A.A.Tuzhilin Geometry of Minimal Surfaces in Three-Dimensional Space. USA, American Mathematical Society. In: Translation of Mathematical Monographs. vol.93, 1991.
- A.T. Fomenko Topological Classification of Integrable Systems. Advances in Soviet Mathematics, vol. 6. USA, American Mathematical Society, 1991.
- A.T. Fomenko Visual geometry and topology. Springer-Verlag, 1994.[5]
- A.T. Fomenko, S.V.Matveev Algorithmic and Computer Methods for Three-Manifolds. Kluwer Academic Publishers, The Netherlands, 1997.
- A.T. Fomenko, T.L. Kunii Topological Modeling for Visualization. – Springer-Verlag, 1997.
- A.T. Fomenko, A. V. Bolsinov Integrable Hamiltonian Systems: Geometry, Topology, Classification. Taylor and Francis, 2003.

### Pseudohistória
- Fomenko A.T. «Some new empirico–statistical methods of dating and the analysis of present global chronology»,— London: The British Library, Department of printed books. Cup. 918/87, 1981.
- A.T. Fomenko, V. V Kalashnikov., G. V. Nosovsky Geometrical and Statistical Methods of Analysis of Star Configurations. Dating Ptolemy's Almagest. – CRC-Press, USA, 1993.
- A.T. Fomenko Empirico-Statistical Analysis of Narrative Material and its Applications to Historical Dating. Vol.1: The Development of the Statistical Tools. Vol.2: The Analysis of Ancient and Medieval Records. – Kluwer Academic Publishers. The Netherlands, 1994.
- A.T. Fomenko New Methods of Statistical Analysis of Historical Texts. Applications to Chronology. Antiquity in the Middle Ages. Greek and Bible History. Vols.1, 2, 3. – Edwin Mellen Press. USA. Lewiston. Queenston. Lampeter, 1999.
- Fomenko A.T. «Antiquity in the Middle Ages. Greek and Bible History»,— USA, Lewiston, Queenston, Lampeter: The Edwin Mellen Press, (Scholarly Monographs in the Russian Language), 1999.
- A.T. Fomenko et al.: History: Fiction or Science? Chronology 1, Introducing the problem. A criticism of the Scaligerian chronology. Dating methods as offered by mathematical statistics. Eclipses and zodiacs. ISBN 2-913621-07-4
- A.T. Fomenko et al.: History: Fiction or Science? Chronology 2, The dynastic parallelism method. Rome. Troy. Greece. The Bible. Chronological shifts. ISBN 2-913621-06-6
- A.T. Fomenko et al.: History: Fiction or Science? Chronology 3, Astronomical methods as applied to chronology. Ptolemy’s Almagest. Tycho Brahe. Copernicus. The Egyptian zodiacs. ISBN 2-913621-08-2
- Nosovsky G.V., Fomenko А.Т. «Russia. Britain. Byzantium. Rome. History: Fiction or Science? Chronology vol. IV»,— Paris, London, New York: Mithec, Delamere Resources LLC, 2008, 727 pp.